# Зимбабвийско-палестинские отношения
Зимбабвийско-палестинские отношения — двусторонние дипломатические отношения между Зимбабве и частично признанным государством Палестиной, которое включает в себя две территории: Сектор Газа и Западный берег реки Иордан.
Зимбабве во внешней политике придерживается принципа «двух государств для двух народов», основанного на израильско-палестинских границах 1967 года.

## История
В 1988 году Зимбабве стало одним из первых африканских государств, признавших независимость Палестины. Связи «Зимбабвийского африканского национального союза — Патриотического фронта» (ЗАНС-ПФ) с палестинцами восходят к войне в Южной Родезии (1965—1979). В июле 2019 года «Палестинское агентство международного сотрудничества» открыло филиал в Зимбабве. В 2021 году Зимбабве присоединилось к Сообществу развития юга Африки в их дипломатической поддержке Палестины.
В феврале 2023 года президент Зимбабве Эммерсон Мнангагва встретился с премьер-министром Государства Палестина Мухаммедом Штайе в Эфиопии на саммите Африканского союза. В марте 2023 года министр иностранных дел Палестины Рияд аль-Малики посетил Зимбабве, где подписал ряд меморандумов о взаимопонимании, а также встретился с президентом Эммерсоном Мнангагвой.
В декабре 2023 года Зимбабве пожертвовало 35 тысяч долларов США палестинскому посольству в Хараре во время войны в Газе.

## Дипломатические представительства
- У Палестины есть посольство в Хараре[10]. Тамер Альмасри — посол Палестины в Зимбабве[11].